# Boloria tatsienlouana
Boloria tatsienlouana is een vlinder uit de familie van de Nymphalidae. De wetenschappelijke naam van de soort is voor het eerst geldig gepubliceerd in 1925 door Reuss.